# Natalja Wladimirowna Kind
Natalja Wladimirowna Kind (russisch Наталья Владимировна Кинд; * 25. Junijul. / 8. Juli 1917greg. in Petrograd; † 13. Februar 1992 in St. Petersburg) war eine sowjetische Geologin.

## Leben
Kinds Vater Wladimir Kind war Metallurg und Chemiker und lehrte am Petrograder Polytechnischen Institut. Der Großvater August Kind stammte aus Lothringen und führte ein Eisenwerk bei Werchneuralsk im Gouvernement Orenburg.
Nach dem Abschluss 1934 in der RabFak beim Leningrader Handelsinstitut studierte Kind an der Universität Leningrad in der Geologie-Bodenkunde-Fakultät mit Abschluss 1939 in der Fachrichtung Allgemeine Geologie und Stratigraphie mit Auszeichnung. Darauf arbeitete sie im Zentralen Geologie-Forschungsinstitut als Senior-Kollektorin in der Quartär-Arbeitsgruppe im mittleren Timanrücken. Im August 1940 wechselte sie zur Ural-Diamant-Expetdition beim Rat der Volkskommissare der Sowjetunion und arbeitete dort auch während des Deutschen Angriffskriegs.
Von 1946 bis 1948 arbeitete Kind in Leningrad als Senior-Geologin in der Leningrader Auswertungsgruppe der 3. Geologie-Verwaltung des Geologie-Ministeriums. Darauf leitete sie Arbeitsgruppen in verschiedenen Expeditionen des Geologie-Ministeriums bis 1959. Ab Ende 1949 leitete sie das Methodik-Kabinett der Zentralexpedition. Ihr Arbeitsschwerpunkt war die Untersuchung der Bildungsbedingungen der Mesozoikum-Känozoikum-Diamant-Sedimentgesteine im Hinblich auf die Gesetzmäßigkeiten der Lagerstättenverteilung im mittleren Ural. Ihre Kandidat-Dissertation mit den Ergebnissen ihrer Untersuchungen verteidigte sie im Mai 1950 im  Moskauer Geologie-Institut der Akademie der Wissenschaften der UdSSR (AN-SSSR) mit Erfolg für die Promotion zur Kandidatin der geologisch-mineralogischen Wissenschaften.
Im Frühjahr 1955 erstellte Kind eine Prognose-Karte mit zwei vermuteten Diamant-Lagerstätten im Einzugsgebiet der Otschtschugui-Botuobuja, Nebenfluss des Wiljui, in Jakutien. Mit Kopien ihrer Karte brachen Mitarbeiter dorthin auf, und bereits am 13. Juni 1955 fanden Jekaterina Jelagina und Juri Chabardin Kimberlite aus einem Schlot, der dann das Diamantbergwerk Mir wurde. Allerdings erhielten die an der Entdeckung Beteiligten nicht nur keine Auszeichnung, sondern wurden auch aus der Expediion entlassen. Ihre Namen und die der Entwicklerinnen der angewendeten Methoden Natalija Sarsadskich und Larissa Popugajewa wurden wegen der Geheimhaltung jahrzehntelang nicht erwähnt, sodass nur die Angehörigen den Sachverhalt kannten.
Kind heiratete den Historiker Iwan Roschanski (1913–1994) und bekam 1956 die Tochter Nadeschda. Sie zog dann zu ihrem Mann in Paris, der dort als Vertreter der UdSSR bei der UNESCO arbeitete.
Von April 1959 bis 1981 arbeitete Kind im GeologieInstitut der AN-SSSR in Moskau. Ihr Forschungsschwerpunkt waren die Quartär-Sedimentgesteine. Im September 1965 nahm sie am 7. Kongress der International Union for Quaternary Research in den USA teil. Am 7. Mai 1971 verteidte sie erfolgreich ihre Doktor-Dissertation über die Klimawandel und die Vergletscherungen des oberen Quartärs bezüglich der absoluten Geochronologie für die Promotion zur Doktorin der geologisch-mineralogischen Wissenschaften.
Kind war mit vielen Mitgliedern der Dissidentenbewegung befreundet und unterstützte sie. Mit anderen unterschrieb sie ein Protesttelegramm gegen die Verhaftung Joseph Brodskys im Februar 1964. Sie gehörte zu den ersten Lesern des Archipel Gulag und half bei der Überbringung der Manskripte Alexander Solschenizyns ins Ausland. Auch war sie mit Anna Achmatowa befreundet, deren Stimme und Lesungen neuer Gedichte bei Kind erstmals auf Tonband aufgenommen wurden. Dank des Einsatzes Kinds wurden Warlam Schalamows Kolyma-Kurzgeschichten im westlichen Ausland veröffentlicht.
Kind starb am 13. Februar 1992 in St. Petersburg und wurde auf dem Bogoslowskoje-Friedhof begraben.
Der am 13. Dezember 1991 im Kimberlit-Schlot Udatschnaja gefundene 58,55-Karat-Diamant erhielt den Namen Natalja Kind.

## Ehrungen, Preise
- Lagerstätten-Erstentdeckerin
- Ehrenbürgerin des Rajon Mirny (2005 postum)[8]